# Zelig
Zelig és una pel·lícula estatunidenca de Woody Allen estrenada el 1983. Es tracta d'un fals documental, rodat en blanc i negre i en color. Va rebre el premi del New York Film Critics Circle per la millor fotografia.

## Argument
Leonard Zelig és un home-camaleó: en presència d'un gras, s'engreixa; al costat d'un negre, el seu color s'enfosqueix; entre els metges, sosté haver treballat a Viena amb Freud, etcètera. És clar, els metges s'interessen pel seu cas sense trobar-ne el secret, fins al dia en què la Dra. Fletcher s'aïlla amb Zelig i arriba a hipnotitzar-lo.

## Repartiment
- Woody Allen: Leonard Zelig
- Mia Farrow: Dra. Eudora Nesbitt Fletcher
- John Buckwalter: Dr. Sindell
- Patrick Horgan: el narrador
- Marvin Chatinover: l'endocrí
- Stanley Swerdlow: un metge
- Paul Nevens: Dr. Birsky

## Producció
Allen va utilitzar imatges d'informatius i s'hi va inserir ell mateix i a altres actors, mitjançant la tecnologia Chroma. Per donar un aspecte autèntic a les seves escenes, Allen i el cinematògraf Gordon Willis van utilitzar diverses tècniques, inclosa la localització d'algunes de les càmeres i lents de cinema antigues utilitzades durant les èpoques representades a la pel·lícula, fins i tot arribant a simular danys, com ara arrugues i rascades, en els negatius per aconseguir que el producte acabi semblant a imatges vintage. La combinació pràcticament perfecta de les antigues i noves imatges es va aconseguir gairebé una dècada abans que la tecnologia de realització de cinema digital realitzés aquestes tècniques en pel·lícules com Forrest Gump (1994) i diverses publicitats de televisió molt més fàcils de realitzar.
La pel·lícula utilitza cameos de figures reals de l'àmbit acadèmic i d'altres camps per obtenir efectes còmics. En contraposició al metratge de la pel·lícula en blanc i negre de la pel·lícula, aquestes persones apareixen en segments de colors com a ells mateixos, comentant en el present sobre el fenomen Zelig com si realment hagués passat. Inclouen l'assagista Susan Sontag, el psicoanalista Bruno Bettelheim, el novel·lista guanyador del Premi Nobel Saul Bellow, l'escriptor polític Irving Howe, l'historiador John Morton Blum, i el propietari de la discoteca de París Bricktop.
També apareixen a les imatges vintage de la pel·lícula Charles Lindbergh, Al Capone, Clara Bow, William Randolph Hearst, Marion Davies, Charlie Chaplin, Josephine Baker, Fanny Brice, Carole Lombard, Dolores del Río, Adolf Hitler, Joseph Goebbels, Hermann Göring, James Cagney, Jimmy Walker, Lou Gehrig, Babe Ruth, Adolphe Menjou, Claire Windsor, Tom Mix, Marie Dressler, Bobby Jones i el Papa Pius XI.
En el temps que va trigar a completar els efectes especials de la pel·lícula, Allen va filmar A Midsummer Night's Sex Comedy i Broadway Danny Rose. Aquesta és l'última pel·lícula d'Orion Pictures que es va estrenar a través de Warner Bros.